# Alfaiates
Alfaiates ist eine Gemeinde (Freguesia) im portugiesischen Kreis Sabugal. In ihr leben 360 Einwohner (Stand 19. April 2021).